# Arctodiaptomus dorsalis
Arctodiaptomus dorsalis är en kräftdjursart som först beskrevs av Marsh 1907.  Arctodiaptomus dorsalis ingår i släktet Arctodiaptomus och familjen Diaptomidae. Inga underarter finns listade i Catalogue of Life.